# 2010년 아시안 게임 키르기스스탄 선수단
 키르기스스탄은 2010년 11월 12일부터 11월 27일까지 중화인민공화국 광저우에서 열리는 2010년 아시안 게임에 참가하였다.

## 메달 현황
| 종목   | 1 | 2 | 3 | 합계 |
| 레슬링 | 1 | 1 | 1 | 3    |
| 사이클 | 0 | 1 | 0 | 1    |
| 카누   | 0 | 0 | 1 | 1    |
| 합계   | 1 | 2 | 2 | 5    |

## 메달 리스트
| 메달 | 이름                | 종목   | 세부 종목               | 날짜      |
| ---- | ------------------- | ------ | ----------------------- | --------- |
|      | 코보노프 대니야르   | 레슬링 | 남자 그레코로만형 -74KG | 11월 22일 |
|      | 웨커 우겐           | 사이클 | 남자 도로 독주          | 11월 20일 |
|      | 졸추베코브 카니베크 | 레슬링 | 남자 그레코로만형 -54KG | 11월 21일 |
|      | 켄지브 야나르벡     | 레슬링 | 남자 그레코로만형 -84KG | 11월 22일 |
|      | 알렉산드르 파롤     | 카누   | 남자 카약 싱글 1000M    | 11월 25일 |